# 風を結んで
『風を結んで』は、明治維新後の士族の若者達の生涯を描いた日本のミュージカル。

## 主な登場人物
片山平吾（かたやまへいご）郡兵衛、弥助と同じ道場で剣術を学ぶ。
田島郡兵衛（たじまぐんべい）平吾、弥助の兄貴分的な存在。
加納弥助（かのうやすけ）平吾、郡兵衛の友。
橘右近（たちばなうこん）道場一の剣豪。
橘静江（たちばなしずえ）右近の妹。橘家の苦境を救うために身を売ろうとする。
捨吉（すてきち）由紀子の召使。
大林由紀子（おおばやしゆきこ）洋行帰りの女性。本物の武士によるパフォーマンス集団の設立を夢見る。

## キャスト
2005年
- 片山平吾：坂元健児
- 田島郡兵衛：畠中洋
- 加納弥助：川本昭彦
- 橘右近：今拓哉
- 静江：風花舞
- 捨吉：鈴木綜馬
- 轟由紀子：絵麻緒ゆう
- 佐々木誠一郎：武智健二
- 新畑伝四郎：平野亙
- 栗山大輔：福永吉洋
- 齋藤小弥太：幸村吉也

2011年
- 片山平吾：中川晃教
- 田島郡兵衛：藤岡正明
- 加納弥助：小西遼生
- 橘右近：大澄賢也
- 橘静江：菊地美香
- 捨吉：山崎銀之丞
- 大林由紀子：大和悠河
- 佐々木誠一郎：照井裕隆
- 新畑伝四郎：小原和彦
- 栗山大輔：俵和也
- 齋藤小弥太：加藤貴彦

## スタッフ
- 演出・振付：謝珠栄
- 脚本：大谷美智浩
- 音楽：甲斐正人